# Idioma pochuteco
El pochuteco (autoglotónimo: naguál) es una lengua extinta de la familia uto-azteca, específicamente del grupo nahua, que se habló alrededor de Pochutla, en la costa pacífica de Oaxaca, México, hasta la primera mitad del siglo XX.
A principios del siglo XX, los eruditos no estaban de acuerdo sobre el origen del idioma dentro de la familia de lenguas nahuanas. La mayoría pensaba que el pochuteco era distinto del náhuatl, y esto se demostró en 1978, cuando Campbell y Langacker dieron nuevos argumentos a partir de los datos de Franz Boas. Su conclusión fue rápidamente aceptada. La familia nahuana por lo tanto se compone del pochuteco y el "aztecano general", que a su vez se compone del náhuatl y el náhuat pipil. 
Fue en 1917 cuando Franz Boas lo documentó en un artículo, quien por la época ya la consideraba una lengua prácticamente extinta. En los setenta, Tim Knab encontró dos hablantes cerca de Pochutla que aún recordaban unas pocas palabras documentadas por Boas (casualmente una de sus informantes era nieta del informante principal de Boas). Knab consideró que aún podría haber hablantes vivos en el momento de su trabajo. Además, se trataba de la misma lengua nahuana que se habló en Huatulco hasta el siglo XVII.
Bartholomew (1980) sugiere que algunos de los rasgos divergentes, por ejemplo, el acento en la última sílaba, se deben a la influencia del chatino, una lengua otomangue de la región. Ella argumentó que, en el momento de la conquista de México en el siglo XVI, el asentamiento de Pochutla no estaba bajo el dominio del Imperio mexica, sino que era parte del estado mixteco centrado en Tututepec. Así, las influencias lingüísticas de la lengua chatina surgieron de las rutas comerciales y de comunicación entre Pochutla y el Señorío de Tututepec que pasaban por territorio chatino. 

## Clasificación lingüística
A juzgar por los datos recogidos por Boas, el pochuteco se consideró una forma divergente del nahua, o una lengua estrechamente emparentada con el proto-nahua que dio lugar a las otras variedades de náhuatl.
Dakin argumenta que los conjuntos de correspondencia clave utilizados por Campbell y Langacker como evidencia de la existencia de una quinta vocal separada *ï que evoluciona del proto-utoazteca *u, su principal base para separar el pochuteco del "aztecano general", fueron en realidad desarrollos posteriores por el cual el proto-nahua *i y *e > o en sílabas cerradas, y que el supuesto contraste en posición final en imperativos originalmente había tenido un clítico siguiente.
En un artículo posterior, Canger y Dakin identifican una isoglosa diferente y muy sistemática para el desarrollo de pUA *u que muestra una división básica entre los dialectos del náhuatl oriental y la periferia central y occidental, incluido el pochuteco, como se ejemplifica en al menos ocho diferentes conjuntos afines.
Esta propuesta es incompatible con la propuesta de Campbell y Langacker para el desarrollo de pUA *u. Por lo tanto, Dakin clasifica el idioma pochuteco como perteneciente a la rama occidental de las lenguas nahuanas, en lugar de haberse separado del náhuatl antes de la división básica oriental-occidental.

## Descripción lingüística

### Fonología

#### Consonantes
El sistema de consonantes del pochuteco se puede representar de la siguiente manera:
| CONSONANTES | Labial | Dental | Alveolar | Palatal | Velar | Labiovelar | Glotal |
| ----------- | ------ | ------ | -------- | ------- | ----- | ---------- | ------ |
| Oclusivas   | (b) p  | (d) t  |          |         | (g) k | kʷ         | ʔ      |
| Africadas   |        |        | t͡s       | t͡ʃ      |       |            |        |
| Fricativas  |        |        | s        | ʃ       |       |            | h      |
| Líquida     | l      |        |          |         |       |            |        |
| Nasales     |        | m      | n        | (ɲ)     |       |            |        |
| Semivocales |        |        |          | j       |       | w          |        |

Las oclusivas iniciales siempre son sonoras y nasalizantes. Debido a esto, la /p/ inicial se pronuncia como [ᵐb͡p]. Ejemplo: pinauá "tener vergüenza" se pronuncia [ᵐb͡pinaˈwah]. La /t/ inicial se pronuncia como [ⁿd͡t]. Ejemplo: tot "piedra" se pronuncia [ⁿd͡totⁿ]. La /k/ inicial antes de /a/, /o/ y /u/ se pronuncia como [ɲ͡k]. Ejemplo: caxaní "está sanando" se pronuncia [ɲ͡kaʃaˈnih]. El carácter nasal de /p/ suele ser más débil que en el resto de oclusivas. 
Cuando las oclusivas se encuentran entre dos vocales se vuelven suaves. Así, /p/ se vuelve /b/ y /t/ se vuelve /d/. Ejemplo: tapotúc "está contando" se pronuncia [ⁿd͡taβoˈduk]. También /k/ se vuelve /g/. Ejemplo: tequét "hombre" se pronuncia [ⁿd͡teˈgetⁿ]. Las consonantes sonoras antes o después también influyen. Ejemplo: untí "borracho" se pronuncia [unˈdih]. 
Las oclusivas sonoras tienen un carácter diferente cuando una vocal átona desaparece entre la oclusiva y otra sonora. Ejemplos: ugꞌlóm [ugˀˈlom] "gusano", pigꞌliá [ᵐb͡pigˀliˈah] "golpear", bꞌtet [bˀtetⁿ] "petate", gꞌlazt [gˀlastⁿ] "mujer". Si se pierde delante de sorda, permanece igual. Ejemplo: ctze [kt͡seh] "levantar". 

#### Vocales
El pochuteco tiene cinco vocales: a, e, i, o, u. No hay vocales largas. La pronunciación de /e/ y /o/ se parecen mucho a la del español. El pochuteco, además, presenta algunas alteraciones de timbre vocálico con respecto al náhuatl:
| PROTO- UTOAZTECA | PROTO- NÁHUATL | Náhuatl   | Pochuteco    |
| ---------------- | -------------- | --------- | ------------ |
| *i / *iː         | *i / *iː       | i / iː    | i / i        |
| *a / *aː         | *a,*ə /*aː     | a, e / aː | o, e / a     |
| *o / *oː         | *o / *oː       | o / oː    | o / u        |
| *u / *uː         | *i / *iː       | i / ?     | ə > e, o / ? |
| *i / *iː         | *ə /*eː        | e / eː    | e, o / e     |

Existe un patrón de diferencias entre las vocales del mexicano y el pochuteco. La /aː/ del náhuatl es /a/ en pochuteco. Ejemplo: āmatl (nah) – amét (xpo) "papel". La /ah/ también se vuelve /a/ en pochuteco. Ejemplo: tlahtlani (nah) – tatenlí (xpo) "preguntar". La /a/ se convierte en /e/ en pochuteco. Ejemplo: motlaloā (nah) > moteloa (xpo) "correr". La /e/ tónica del náhuatl es /o/ en pochuteco. Ejemplo: ātemitl (nah) – atómt (xpo) "piojo".
A veces puede haber dos formas. Ejemplo: bꞌtet = pot "petate"; quext = coxt "pescuezo". La /e/ y la /i/ átonas se convierten en una oclusión glotal. Ejemplos: āltepētl (nah) – atꞌbét (xpo) "pueblo"; kilāstli (nah) – gꞌlazt (xpo) "mujer". La /i/ se vuelve /o/. Ejemplo: istatl (nah) – oztét (xpo) "sal". Sin embargo, hay muchas /i/ que se quedan igual, algo que también sucede generalmente con la /iː/. Ejemplo: yōlik (nah) – yolíc (xpo) "lento". Esto es. La /oː/ del náhuatl se hace /e/ en pochuteco. Ejemplo: ōmik (nah) – emóc (xpo) "murió". Las vocales finales tienen aspiración fuerte.
Asimismo, hay diferencias con varias combinaciones de vocales que coinciden. La /wi/ del mexicano se convierte en oclusión glotal en pochuteco. Ejemplo: tlahkwilotok (nah) – tagꞌlutúc (xpo) "está escribiendo". Las /awa/ se vuelven /e/ en pochuteco. Ejemplo: chikāwak (nah) – chiquéc (xpo) "fuerte". La sílaba tónica siempre es la última, excepto por las palabras que en pochuteco terminan en /e.u/ por la forma posesiva, donde la /e/ es tónica. Ejemplo: noatꞌbéu = no- + atꞌbét "mi pueblo".

### Gramática
El pochuteco tiene un gran parecido al náhuatl y al pipil en la forma en que se usan las categorías gramaticales, tanto por la conjugación de los verbos como por la estructura básica de los sustantivos y la aglutinación.

#### Verbos
Existen varias clases de verbos en pochuteco, clasificadas en base al pretérito de estos, de la misma forma que se hace en náhuatl. La primera conjugación se compone de los verbos que en mexicano terminan en consonante cuando están en pretérito y de los que acaban en -iā y en -oā. Estos, en pochuteco, terminan con -c.
| ESPAÑOL | Pochuteco | Pochuteco | Pochuteco | Náhuatl  | Náhuatl     | Náhuat o pipil | Náhuat o pipil |
| ESPAÑOL | Raíz      | Presente  | Pretérito | Presente | Pretérito   | Presente       | Pretérito      |
| ------- | --------- | --------- | --------- | -------- | ----------- | -------------- | -------------- |
| comprar | cu-       | cuá       | cuc       | kōwa     | kōwki       | kua            | kujki          |
| enseñar | mexti-    | mextí     | mextíc    | machtia  | machtih(ki) | machtia        | machtij        |
| abrir   | tepu-     | tepú      | tepóc     | tlapoa   | tlapoh(ki)  | tapua          | tapuj          |
| comer   | qua-      | qua       | quac      | kwa      | kwah(ki)    | kwa            | kwaj           |

Los verbos en mexicano cuya raíz termina en -k y su pretérito es -ak en pochuteco se quedan igual. Ejemplos: mec- "dar" (raíz) > mecá (presente) > mec (pretérito); pec- "lavar" (raíz) > pecá (presente) > pec (pretérito). Los que en náhuatl terminan en -i y toman -k para el pretérito, entonces la vocal se vuelve -o en pochuteco. Ejemplos: ací "encontrar" (presente) > açóc (pretérito); tatzí "gritar" (presente) > tatzóc (pretérito).
Si en náhuatl terminan en -a u -o y en pretérito añaden -k en pochuteco se basan en el imperativo, añadiéndole solo la -c final. Ejemplos: dꞌmu "bajar" (imperativo) > dꞌmuc (pretérito); ité "ver" (imperativo) > itéc (pretérito).

#### Sustantivos
En pochuteco los sustantivos pueden terminar en grupos de dos consonantes. Por lo tanto, a diferencia del náhuatl, el pochuteco solo tiene el absolutivo -t. Ejemplos: tetl (nah) – tot (xpo) "piedra"; ahpāstli (nah) – apázt (xpo) "olla"; nextli (nah) – noxt (xpo) "ceniza". Si la raíz termina en -n o en -l no hay. Ejemplos: ātēntli (nah) – atén (xpo) "río"; tlayōlli (nah) – teyúl (xpo) "maíz".
En varios casos existen vocales auxiliares, generalmente si su raíz termina en /k/. Ejemplo: nequét "carne". Si termina en -m entonces no tienen vocal auxiliar. Ejemplo: cumt "cántaro". Algunos sustantivos terminan en -om, que está relacionado con el absolutivo -in del mexicano. Ejemplos: michin (nah) – michóm (xpo) "pez"; okwilin (nah) – ugꞌlóm (xpo) "gusano".
La mayoría de los sustantivos no tiene forma plural, ya que se emplean los adjetivos que marcan la cantidad. En algunas palabras existe la pluralización por reduplicación como en náhuat. Ejemplos: gꞌlazt "mujer", quigꞌlazquít "mujeres"; conét "niño", coconét "niños"; tequét "hombre", tetequetquít "hombres".

#### Pronombres
Los pronombres personales con verbos intransitivos en forma de prefijo son n- (1ª p. sing.) y t- (2ª p. sing. y 1ª p. pl.). En verbos reflexivos son no- y nmo- (1ª p. sing.), to- (2ª p. sing.), mo- (3ª p. sing.) y tmo- (1ª p. pl.). En verbos transitivos, tich- (2ª p. sing. a 1ª p. sing.), nich- (3ª p. sing. a 1ª p. sing.), ntz- (1ª p. sing. a 2ª p. sing.), motz- (3ª p. sing. a 2ª p. sing.), nc(o)- (1ª p. sing. a 3ª p. sing.), ti- (2ª p. sing. a 3ª p. sing.) y c- (3ª p. sing. a 3ª p. sing.).

## Escritura
Debido a que el vocabulario (y fraseario) principal del idioma se encuentra en el artículo de Boas, el pochuteco se suele escribir siguiendo la ortografía utilizada. Juan A. Hasler, por su parte, emplea una grafía modernizada al escribirlo.
| IPA    | /a/ | /e/ | /i/ | /o/ | /u/ | /p/     | /t/     | /t͡s/  | /t͡ʃ/  | /k/                 | /kʷ/        | /s/         | /ʃ/ | /h/ | /m/ | /n/ | /l/ | /w/             | /j/ | /ʔ/ |
| Boas   | A a | E e | I i | O o | U u | P p B b | T t D d | Tz    | Ch ch | C c G(u) g(u) Qu qu | Cu cu Qu qu | Z z C c Ç ç | X x | H h | M m | N n | L l | Gu gu Gü gü U u | Y y | Ꞌ ꞌ |
| Hasler | A a | E e | I i | O o | U u | P p     | T t     | Ts ts | Tx tx | K k                 | Kw kw       | S s         | X x | H h | M m | N n | L l | W w             | Y y | Ꞌ ꞌ |

## Vocabulario
La siguiente lista compara las formas léxicas recogidas por F. Boas 1917, con la lista compilada por T. Knab a partir de dos hablantes que recordaban algunas palabras de la lengua, aunque hacía tiempo que no la usaban con nadie. La lista A corresponde casualmente a una mujer que es nieta de la principal informante de Boas, mientras que la lista B corresponde a un hablante de zapoteco que pasó su juventud con personas de una de las familias entrevistadas por Boas en 1917.
| ESPAÑOL         | Pochuteco | Pochuteco | Pochuteco | Náhuatl      |
| ESPAÑOL         | Knab (A)  | Knab (B)  | Boas      | Náhuatl      |
| --------------- | --------- | --------- | --------- | ------------ |
| agua            | —         | ath       | at        | ātl          |
| uno             | ʦeʔ       | se        | ce        | sē           |
| dos             | oméʔ      | ome       | omém      | ōme          |
| tres            | —         | —         | eyóm      | ēyi          |
| cuatro          | —         | nayó      | nayóm     | nāwi         |
| cinco           | makʷiʔ    | mak-il    | macuíl    | mākwīlli     |
| seis            | —         | —         | chucocé   | chikwasē     |
| sol             | tʷnél     | —         | tunél     | tōnatiw      |
| luna            | meʦ       | mez(s)    | mezt      | mētstli      |
| hombre          | tɛkʷeʔ    | tekʷét    | tequét    | tlākatl      |
| mujer           | laʦ       | g(ʔ)laʦ   | gꞌlazt    | siwātl       |
| mi hijo         | n(ʔ)bil   | —         | nobꞌlú    | nopillo      |
| maíz            | teyúl     | —         | teyúl     | tlāyōlli     |
| tortilla        | ʃaʔ       | ʃa        | xamt      | tlaxkalli    |
| está viniendo   | maʔwíʦʔ   | —         | ma uítz   | wīts         |
| ven aquí        | ʃʔwiʔ     | —         | lecá nebá | xiwāllaw     |
| lo tengo        | n-kʔ-byá  | n-ke-bia  | ncobiá    | nikpiya      |
| de dónde vienes | kamʔ ʃwiʔ | —         | ca tuítz  | kānin tiwīts |

## Frases de ejemplo
Nen ca igüén natacoztúc. 'Estoy platicando con él'.
Quet túchi nochán. 'Mi casa es pequeña'.
Açóc tachóm unyóc nebá. 'Aquí hay muchos perros'.
Ma quet iténc apázt. 'Está debajo de la olla'.
¿Quem tpenúc na atén? '¿Cómo pasaste el río?'
Az nuí Uetúl ámpa ayagó tumín. 'No me voy a Huatulco porque no hay dinero'.
Iná coneból quixíc itecú. 'Este muchacho es parecido a su padre'.